# Liste des cours d'eau du Chili

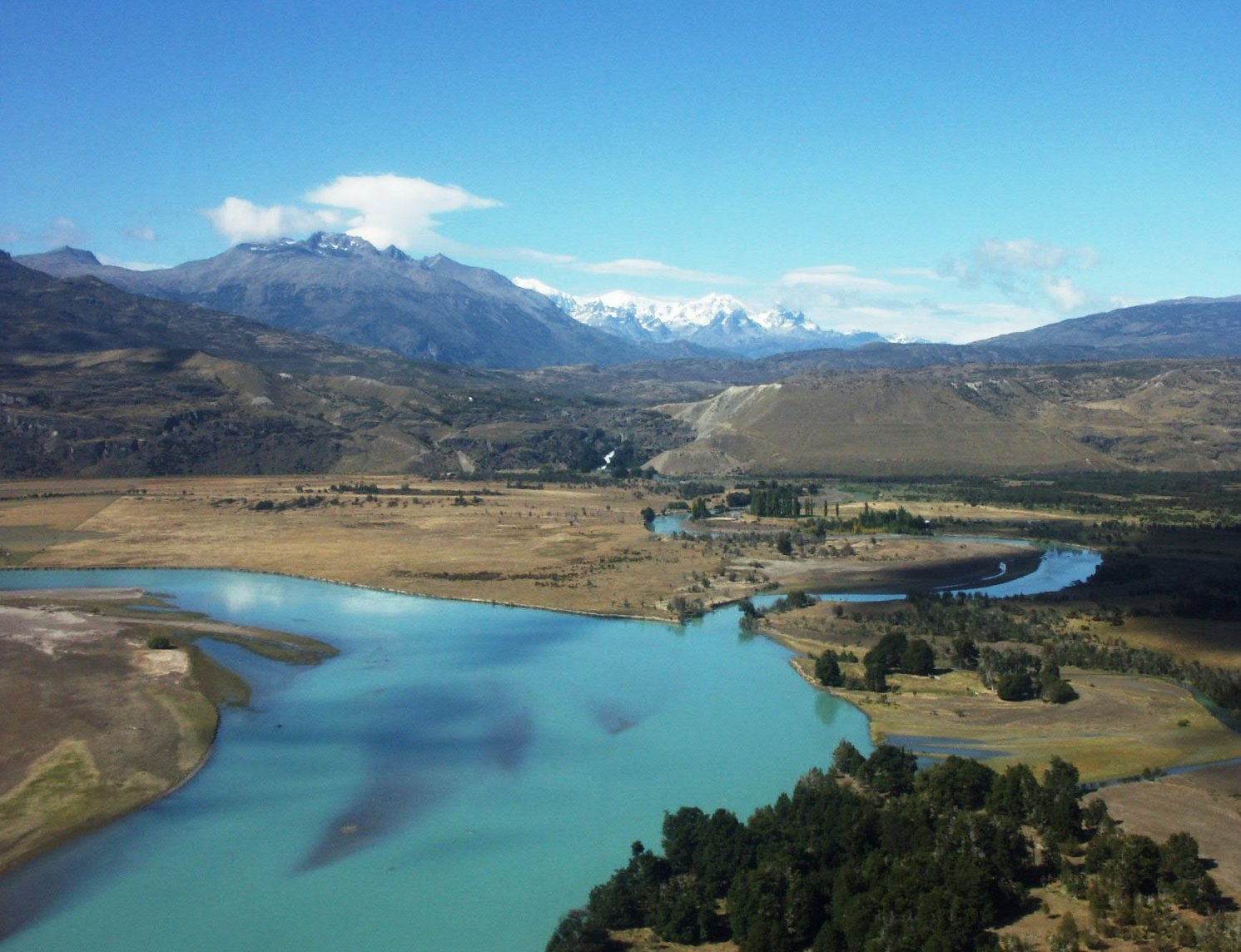
Confluent du rio Baker et du rio El Salto.

Les cours d'eau du Chili ont des caractéristiques communes dues à la configuration très particulière du pays. Ils prennent généralement leur source dans la Cordillère des Andes et se jettent dans l'Océan Pacifique. Les cours d'eau suivent une direction est-ouest perpendiculaire à la côte et de ce fait sont généralement courts : malgré la taille du pays, aucun cours d'eau ne dépasse 500 km. Du fait de son étalement en latitude, les climats sont très diversifiés allant du climat désertique au climat polaire en passant par les climats méditerranéen et océanique. En conséquence les régimes fluviaux sont eux-mêmes très variés.

## Liste des fleuves chiliens

Fleuves de la région de Arica et Parinacota.

Loa, San Pedro, Silala et Salado.

Fleuves de la région de Atacama.

Fleuves de la région de Coquimbo.

Maipo, Aconcagua et Petorca.

Maule, Mataquito et Rapel.

Fleuves des régions Biobío et Araucaníe.

Tout d'abord, les fleuves chiliens constituent une minorité des cours d'eau du cône sud. Parmi ces derniers, le courant d'eau Cuya s'écoule et provient de la chaine de montagne: Cordillère des Andes. 
| Cours d'eau            | Affluent de | Longueur | Superficie bassin versant | Débit moyen | Région               | Régime fluvial | Source                                   | Altitude | Embouchure ou confluent               | Principaux affluents | Commentaire                                       |
| ---------------------- | ----------- | -------- | ------------------------- | ----------- | -------------------- | -------------- | ---------------------------------------- | -------- | ------------------------------------- | --- | ------------------------------------------------- |
| Rio Lluta              | -           | 167 km   | 3 447 km2                 | 1,44 m3/s   | Arica et Parinacota  | intermittent   | Volcan Tacora                            | 3 900 m  | Océan Pacifique                       | |                                                   |
| Río San José de Azapa  | -           | 128 km   | 3 070 km2                 | 1,28 m3/s   | Arica et Parinacota  | intermittent   | Cordillère des Andes                     |          | Océan Pacifique                       | Río Seco (es), Río Tignamar, Río Tignamar |                                                   |
| Quebrada de Vitor      | -           | 148 km   | 1 590 km2                 |             | Arica et Parinacota  | intermittent   | Pré-Cordillère                           |          | Caleda Vitor Océan Pacifique          | |                                                   |
| Quebrada de Camarones  | -           | 135 km   | 4 767 km2                 | 0,52 m3/s   | Arica et Parinacota  | intermittent   | confluent rios Ajatama et Caritaya       |          | Caleta Camarones Océan Pacifique      | Río Atajama, Río Caritaya, Quebrada Chiza |                                                   |
| Quebrada Camiña o Tana | -           | 163 km   | 2 790 km2                 | 0,35 m3/s   | Arica et Parinacota  | intermittent   | Cordillère des Andes                     |          | Pisagua Océan Pacifique               | Estero Caico |                                                   |
| Quebrada Retamilla     | -           | 125 km   | 1 032 km2                 |             | Arica et Parinacota  | intermittent   |                                          |          | Océan Pacifique                       | |                                                   |
| Río Loa                | -           | 440 km   | 33 865 km2                | 0,29 m3/s   | Arica et Parinacota  | intermittent   | Volcán Miño                              | 4 227 m  | Océan Pacifique                       | Río San Pedro, Río Salado, Río San Salvador |                                                   |
| Río Salado             | -           | 175 km   | 7 575 km2                 | 0,35 m3/s   | Atacama              | mixte          |                                          |          |                                       | |                                                   |
| Río Copiapó            | -           | 292 km   | 18 800 km2                | 1,6 m3/s    | Atacama              | mixte          |                                          |          | Copiapo Océan Pacifique               | Río Jorquera, Río Pulido, Río Mamflas, Quebrada Paipote |                                                   |
| Río Huasco             | -           | 198 km   | 9 857 km2                 | 3,73 m3/s   | Atacama              | mixte          | Confluent rios El Carmen et El Tránsito  |          | Océan Pacifique                       | Río del Tránsito, Río del Carmen |                                                   |
| Río Elqui              | -           | 170 km   | 9 645 km2                 | 3,1 m3/s    | Coquimbo             | mixte          | Rivadavia                                | 815 m.   | La Serena Océan Pacifique             | Río Turbio, Río Claro (en) |                                                   |
| Río Limarí             | -           | 189 km   | 11 760 km2                | 7,5 m3/s    | Coquimbo             | mixte          | Confluent rio Grande et río Hurtado      |          | Océan Pacifique                       | Rio Hurtado (es), Rio Grande |                                                   |
| Río Choapa             | -           | 160 km   | 7 600 km2                 | 12,82 m3/s  | Coquimbo             | mixte          | Confluent rio Chapel et rio Chalinga     |          | Océan Pacifique                       | Río Illapel, Río Chalinga |                                                   |
| Río Petorca            | -           | 112 km   | 1 964 km2                 |             | Coquimbo, Valparaiso | mixte          | Cordillère des Andes                     |          | Océan Pacifique                       | |                                                   |
| Río La Ligua           | -           | 106 km   | 2 053 km2                 | 1,01 m3/s   | Valparaiso           | mixte          | Cabildo                                  |          | Océan Pacifique                       | |                                                   |
| Río Aconcagua          | -           | 177 km   | 7 575 km2                 | 32,1 m3/s   | Valparaiso           | mixte          | Confluent rio Juncal et rio Blanco       |          | Océan Pacifique                       | Rio Juncal, Rio Blanco, Rio Colorado, Rio Putaendo |                                                   |
| Río Maipo              | -           | 250 km   | 15 157 km2                | 99,5 m3/s   | Santiago             | nival          | Volcán Maipo                             | 3000 m   | Océan Pacifique                       | Rio Yeso, Río Volcán, Río Colorado, Río Mapocho, Río Puangue |                                                   |
| Río Rapel              | -           | 230 km   | 13 710 km2                | 173,6 m3/s  | O'Higgins            | nival          | confluent ríos Cachapoal et Tinguiririca | 110 m    | La Boca Océan Pacifique               | Río Cachapoal, Río Tinguiririca |                                                   |
| Río Mataquito          | -           | 221 km   | 6 312 km2                 |             | Maule                | nival          | confluent ríos Teno et tío Lontué        | 110 m    | Océan Pacifique                       | Río Teno, Río Lontué |                                                   |
| Río Maule              | -           | 240 km   | 20 865 km2                | 544 m3/s    | Maule                | nival          | Lac de Maule                             | 2 200 m  | Constitución Océan Pacifique          | Río Melado, Río Claro (en), Río Longaví, Río Perquelauquén, Río Loncomilla |                                                   |
| Río Itata              | -           | 180 km   | 11 385 km2                | 137 m3/s    | Biobío               | nival          | Confluent Río Cholguán et rio Huépil     |          | Vegas del Itata Océan Pacifique       | Río Ñuble, Río Cholguán, Río Huépil, Río Diguillín |                                                   |
| Río Biobío             | -           | 407 km   | 24 782 km2                | 954 m3/s    | Biobío               | nival          | Lac Galletué et Lac Icalma               | 1 430 m  | Concepción Océan Pacifique            | Río de la Laja, Río Duqueco, Río Bureo, Río Vergara, Río Malleco |                                                   |
| Río Imperial           | -           | 55 km    | 12 085 km2                | 600 m3/s    | Araucanie            | nivo-pluvial   | Confluent Río Cholchol et Río Cautín     | 55 m     | Puerto Saavedra Océan Pacifique       | Río Cholchol, Río Cautín |                                                   |
| Río Toltén             | -           | 123 km   | 8 040 km2                 | 323 m3/s    | Araucanie            | nivo-pluvial   | Lac Villarrica                           | 230 m    | Toltén Océan Pacifique                | Río Allipén |                                                   |
| Río Valdivia           | -           | 140 km   | 11 320 km2                | 323 m3/s    | Fleuves              | nivo-pluvial   | confluent rios Calle-Calle et Cruces     |          | Valdivia Océan Pacifique              | Río Calle-Calle, Río Cruces |                                                   |
| Río Bueno              | -           | 130 km   | 15 297 km2                | 395 m3/s    | Fleuves              | nivo-pluvial   | Lac Ranco                                | 70 m     | Océan Pacifique                       | Río Llollehue, Río Pilmaiquén, Río Rahue |                                                   |
| Río Maullín            | -           | 85 km    | 4 473 km2                 | 76,7 m3/s   | Lacs                 | nivo-pluvial   | Lac Llanquihue                           | 53 m     | Océan Pacifique                       | |                                                   |
| Río Puelo              | -           | 123 km   | 8 916 km2                 | 632 m3/s    | Lacs                 | pluvial        | Lac Puelo                                | 198 m    | Seno de Reloncaví                     | Río Manso, Río Ventisquero, Río Traidor, Río Puelo Chico | Cours en partie en Argentine                      |
| Río Chamiza            | -           | 30 km    | 813 km2                   | 55 m3/s     | Lacs                 | nivo-pluvial   |                                          |          | Océan Pacifique                       | |                                                   |
| Río Petrohué           | -           | 36 km    | 2 868 km2                 | 284 m3/s    | Lacs                 | nivo-pluvial   | Lac Todos los Santos                     | 200 m    | Seno de Reloncaví                     | |                                                   |
| Río Yelcho             | -           | 246 km   | 11 515 km2                | 735 m3/s    | Lacs                 | pluvial        | Lac Yelcho                               |          | Golfe de Corcovado , Océan Pacifique  | Río Correntoso, Río Amarillo |                                                   |
| Río Palena             | -           | 240 km   | 12 542 km2                | 819 m3/s    | Lacs                 | pluvial        | Lac General Vintter, Argentine           | 800 m    | Golfe de Corcovado , Océan Pacifique  | Río Frío (es), Río Claro, Río Figueroa | Source en Argentine. Nom argentin río Carrenleufú |
| Río Aisén              | -           | 26 km    | 11 427 km2                | 819 m3/s    | Aisén                | pluvial        | Confluent Río Mañihuales, Río Simpson    |          | Fjord Aisén, Océan Pacifique          | Río Mañihuales, río Simpson, Río Blanco, Río Los Palos |                                                   |
| Río Cisnes             | -           | 160 km   | 5 302 km2                 | 208 m3/s    | Aisén                | pluvial        |                                          |          | Puerto Cisnes, Océan Pacifique        | |                                                   |
| Río Baker              | -           | 170 km   | 26 726 km2                | 576 m3/s    | Aisén                | pluvial        | Lac Bertrand                             | 217 m    | Caleta Tortel, Océan Pacifique        | Río Ibáñez (en), Río Avellanos, Río Murta, Río Delta o Leones, Río Jeinemeni, Río Nef, Río Chacabuco, Río del Salto, Río Colonia, Río de los Ñadis, Río Ventisquero, Río Vargas, Río Cochrane |                                                   |
| Río Bravo              | -           | 91 km    | 1 920 km2                 | m3/s        | Aisén                | nivo-glaciaire |                                          |          | Océan Pacifique                       | |                                                   |
| Río Serrano            | -           | 38 km    | 8 511 km2                 | 63,8 m3/s   | Magallanes           | nivo-glaciaire | Lac del Toro                             | 50 m.    | Seno Última Esperanza Océan Pacifique | Río Paine |                                                   |
| Río Pascua             | -           | 62 km    | 14 557 km2                | 690 m3/s    | Magallanes           | nivo-glaciaire | Lac O'Higgins                            | 285 m.   | Océan Pacifique                       | |                                                   |
| Río Gallegos           | -           | 172 km   | 10 120 km2                | m3/s        | Magallanes           | nivo-glaciaire |                                          |          | baie Gallegos Océan Pacifique         | |                                                   |
| Río Grande             | -           | 240 km   | 2 138 km2                 | 21,7 m3/s   | Magallanes           | pluvial        |                                          |          | Océan Pacifique                       | | cours d'eau situé en partie en Argentine          |